# Chuck McKinley
Charles Robert McKinley Jr. (5. ledna 1941, St. Louis – 11. srpna 1986, Dallas) byl americký tenista. Podle statistik Neda Pottera byl v roce 1963 singlovou světovou jedničkou. V roce 1963 vyhrál dvouhru na Wimbledonu. V roce 1961 hrál wimbledonské finále, v němž podlehl Australanovi Rodu Laverovi. Na US Open bylo jeho maximem semifinále, na pařížský a australský grandslam nejezdil. V mužské čtyřhře hrál obvykle s krajanem Dennisem Ralstonem a dařilo se jim zejména na US Open, kde třikrát triumfovali (1961, 1963, 1964). S americkou reprezentací vyhrál v roce 1963 Davisův pohár, jeho bilance v této soutěži byla 29 výher a 9 proher. V roce 1986 byl uveden do Mezinárodní tenisové síně slávy. Po skončení hráčské kariéry se stal burzovním makléřem.